# 4210 Isobelthompson
4210 Isobelthompson è un asteroide della fascia principale. Scoperto nel 1987, presenta un'orbita caratterizzata da un semiasse maggiore pari a 2,9873425 UA e da un'eccentricità di 0,0822848, inclinata di 10,45366° rispetto all'eclittica.